# Polignano a Mare
Polignano a Mare (fino al 1863 Polignano) è un comune italiano di 17 295 abitanti della città metropolitana di Bari in Puglia. Il nucleo più antico della cittadina sorge su uno sperone roccioso a strapiombo sul mare Adriatico a 33 chilometri a sud del capoluogo.
Mentre in passato l'economia del paese era basata sulla pesca, ad oggi è essenzialmente incentrata sul turismo e sull'orticoltura.
Di notevole interesse naturalistico sono le scogliere a picco sul mare, le innumerevoli grotte marine, lo Scoglio dell'Eremita (habitat del gabbiano corso) e storicamente importanti sono il centro storico, l'insediamento neolitico in contrada San Barbara e i resti della dominazione romana. Tra questi ultimi figura il ponte della via Traiana, tuttora percorribile, che attraversa la celebre Lama Monachile, uno dei luoghi simbolo del paese.

## Geografia fisica

### Territorio

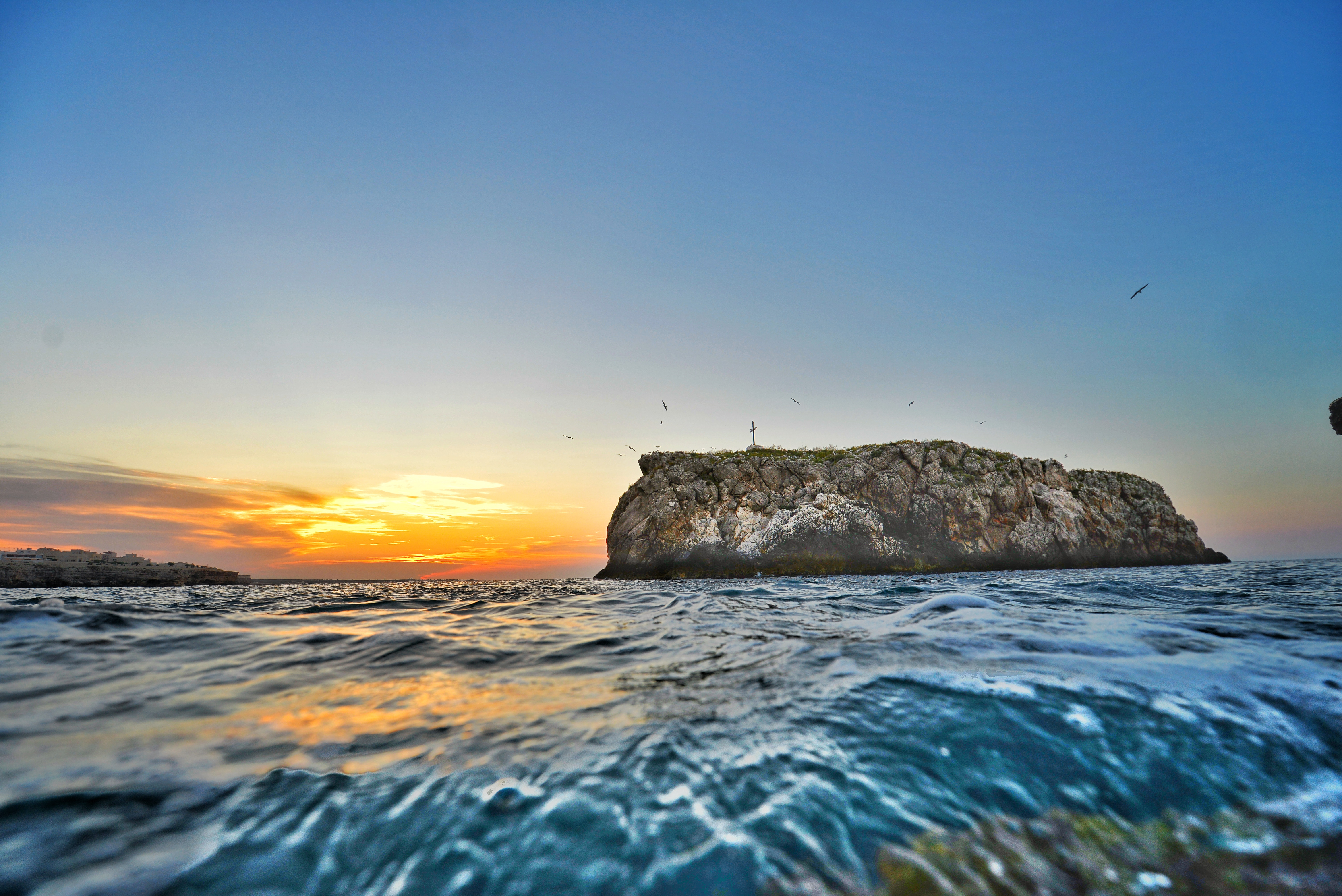
Veduta dello scoglio dell'Eremita dal lungomare C. Colombo, Polignano Sud

Il territorio comunale, delimitato a est dal Mare Adriatico, confina a nord con Mola di Bari, ad ovest con Conversano, a sud-ovest con Castellana Grotte a sud-est con Monopoli. Il territorio comunale di Polignano a Mare presenta due isole amministrative ("exclavi") nel comune di Conversano.
Esso si caratterizza per una costa alta e a tratti frastagliata, sulla quale hanno sbocco numerose lame. Una di queste, Lama Monachile, è la profonda insenatura immediatamente a ovest del centro storico, così chiamata perché in passato vi si è attestata la presenza della foca monaca. Altra importante è la Lama Santa Caterina. Lungo la costa sono numerose le grotte marine fra cui la Grotta delle Rondinelle.
L'altitudine del territorio va dagli 8 metri della frazione di San Vito ai 220 metri della contrada Chiesa Nuova, al confine con il territorio di Monopoli.

### Clima
È tipicamente mediterraneo con inverni solitamente miti e piovosi ed estati calde, lunghe e assolate con qualche breve episodio temporalesco, più frequente nelle ore pomeridiane. A tal proposito, degne di nota sono state l'alluvione del 26 settembre 2006 che ha allagato completamente numerose zone della città e scaricato in mare aperto grosse quantità di detriti, fango e terriccio e l'eccezionale grandinata dell'8 giugno 2011 con chicchi grandi come noci che ha causato numerosi danni, distrutto raccolti agricoli, parabrezza delle auto e vetri di abitazioni. Rare, ma non impossibili, le formazioni nebbiose e le nevicate (spiccano, per eccezionalità, le nevicate del febbraio 1956, 7 e 8 marzo 1987, del 30 e 31 gennaio 1999, del 25 gennaio 2000, dell'8 aprile 2003, del 15 dicembre 2007 e del 30 e 31 dicembre 2014).
| POLIGNANO A MARE   | Mesi | Mesi | Mesi | Mesi | Mesi | Mesi | Mesi | Mesi | Mesi | Mesi | Mesi | Mesi | Stagioni | Stagioni | Stagioni | Stagioni | Anno |
| POLIGNANO A MARE   | Gen  | Feb  | Mar  | Apr  | Mag  | Giu  | Lug  | Ago  | Set  | Ott  | Nov  | Dic  | Inv      | Pri      | Est      | Aut      | Anno |
| ------------------ | ---- | ---- | ---- | ---- | ---- | ---- | ---- | ---- | ---- | ---- | ---- | ---- | -------- | -------- | -------- | -------- | ---- |
| T. max. media (°C) | 12,3 | 12,9 | 15,1 | 18,3 | 22,4 | 26,3 | 28,7 | 29,0 | 25,9 | 21,4 | 17,5 | 14,2 | 13,1     | 18,6     | 28,0     | 21,6     | 20,3 |
| T. min. media (°C) | 6,2  | 6,3  | 8,1  | 10,6 | 14,5 | 18,6 | 21,2 | 21,3 | 18,5 | 14,7 | 11,3 | 8,2  | 6,9      | 11,1     | 20,4     | 14,8     | 13,3 |

## Storia

### Dalla preistoria all'età romana

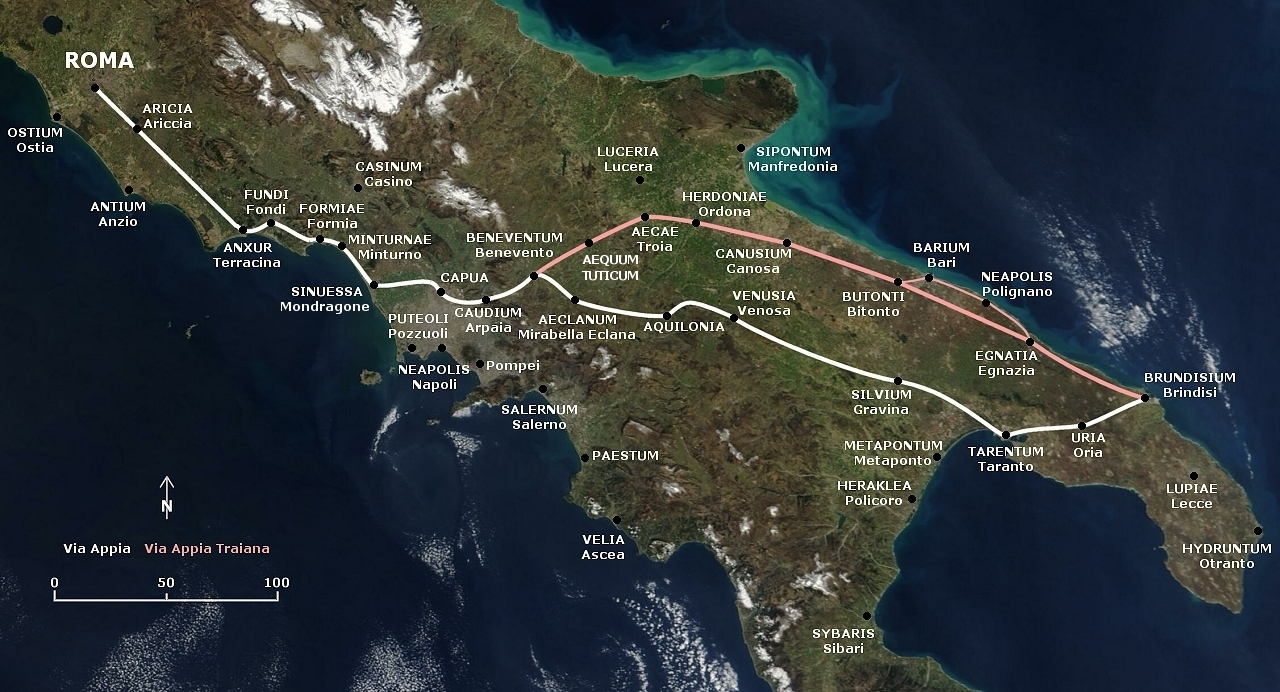
La via Traiana

Il paese ha una storia molto antica. Come in tutta l'area del sud est barese, anche a Polignano sono state rinvenute tracce di presenza umana, risalenti al neolitico, nella frazione di Santa Barbara.
Secondo alcuni studiosi, l'antica città greca di Neapolis potrebbe essere una delle due colonie che, nel IV secolo a.C., Dionigi II di Siracusa fondò sulle coste adriatiche. Come detto, i segni più evidenti della presenza dell'uomo risalgono al Neolitico, nella zona di Santa Barbara (VI - V millennio a.C.), e nell'Ipogeo Manfredi (IV millennio a.C.), uno degli insediamenti più significativi della Puglia centrale.
Indagini archeologiche hanno rivelato l'esistenza di un villaggio risalente all'età del bronzo che, grazie alla sua posizione e agli approdi naturali, divenne un importante scalo portuale. Nel II millennio a.C., l'approdo degli Iapigi spinse gli abitanti dei villaggi a trasferirsi nella zona dell'attuale centro storico. È anche attestata la frequentazione di questi luoghi da parte di mercanti corinzi e attici, soprattutto nell'età del ferro, quando la Terra di Bari assunse la denominazione di Peucezia. Agli inizi del III secolo a.C., la zona di Polignano divenne importante punto strategico per la potenza di Taranto, con cui aveva intessuto rapporti commerciali, come attestato da alcuni pezzi del corredo funerario di una tomba scoperta nell'area del giardino vescovile, fatta indagare dal vescovo, monsignor Mattia Santoro, nel 1785. 
Il Vescovo rinvenne un sepolcro enorme, integro, contenente oltre allo scheletro del guerriero i resti di un'armatura, un candelabro, un elmo in bronzo e più di 64 tra vasi ed oggetti antichi. Sir William Hamilton, ambasciatore inglese a Napoli visitò il sepolcro denominandolo "Grand Mausolée". I pezzi migliori vennero donati dal Vescovo Santoro a re Ferdinando IV che li collocò nel Real Museo di Capodimonte di cui costituivano "il più prezioso ornamento". In particolare tra i quattro bellissimi Grandi Vasi istoriati a figure rosse, risalenti al IV sec. a.C. e che superavano il metro in altezza, ve ne era uno, denominato Gran Vaso di Capodimonte, più bello e grande degli altri. Su di esso è raffigurata nella parte centrale un'assemblea di divinità: Minerva, Apollo, Artemide ed Eracle su un'amazzonomachia, mentre sul collo vi è una Nike alata su un carro trainato da quattro bellissimi cavalli bianchi, preceduti da Ecate nell'atto di sollevare due torce a far da apristrada nelle tenebre. Questo reperto, tra i più belli mai ritrovati, si conserva oggi presso il Metropolitan Museum di New York. Il percorso di questo Gran Vaso è stato ricostruito dallo studioso Giuseppe Maiellaro nel suo libro L'Assemblea Divina - Le vicende del "Gran Vaso di Capodimonte" da Polignano al Metropolitan. Il Metropolitan Museum di New York nel giugno del 2015 ha fatto propria questa ricerca riconoscendo Polignano come luogo di rinvenimento del Gran Vaso di Capodimonte.
Fiorente centro di traffici, fu per i Romani un'importante statio lungo la via che collegava Roma a Brindisi.

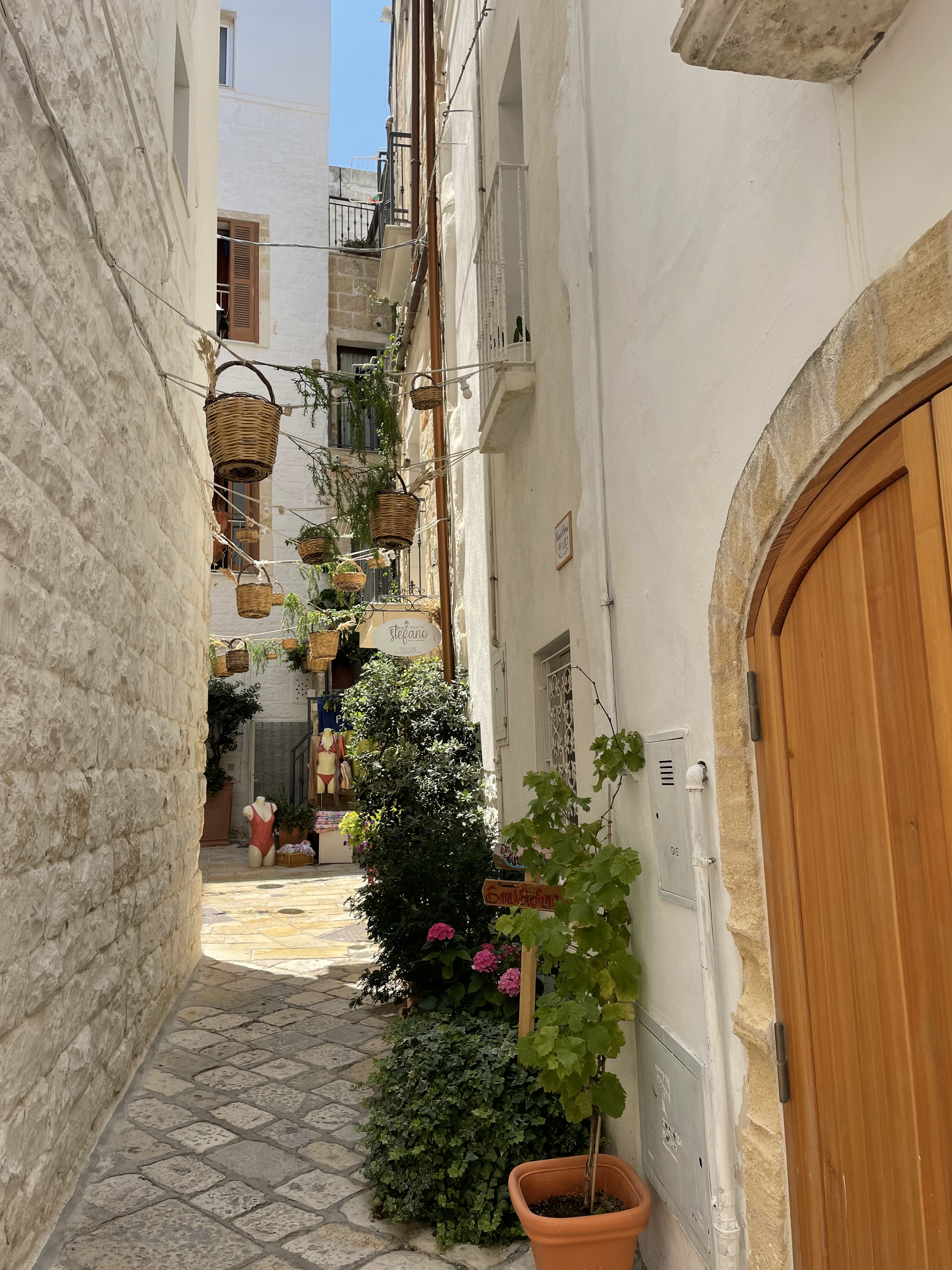
Scorcio del centro di Polignano

### Dal medioevo all'età contemporanea
Nel VI secolo, Polignano fu sotto la giurisdizione dell'Impero Bizantino di cui fu adottata la religione ortodossa. Con l'avvento dei Normanni, che dominarono fino al 1194, il prestigio del paese crebbe, grazie anche all'opera dei Benedettini, presenti con due monasteri. La dominazione angioina rese ancora più fitti i rapporti commerciali con altri centri costieri e molti uomini d'affari e mercanti, anche veneziani, elessero Polignano a loro dimora. Nel XVI secolo in seguito all'assedio di Monopoli anche Polignano rientrerà sotto il dominio veneziano per vent'anni. Ancora oggi nel centro storico è presente il palazzo del Doge, dove risiedeva il governatore veneziano. Nel 1530 Polignano viene ceduta da Venezia a Carlo V imperatore di Spagna. 
Durante la dominazione aragonese, le attività commerciali si svilupparono sotto il controllo di espertissimi mercanti veneziani. Furono erette opere di difesa del paese, ad iniziare dalla costa. Il paese fu più volte visitato da reali: nel 1797, re Ferdinando I delle Due Sicilie, accompagnato da sua moglie e da suo figlio, vi si fermò durante il viaggio per Lecce e, dopo 10 anni anche il re Giuseppe Bonaparte vi fu ricevuto con grandi feste.
Abolita la feudalità, Gioacchino Murat volle visitare il Regno di Napoli, compresa Polignano, per potenziarne le capacità militari.

### Simboli
Lo stemma e il gonfalone sono stati riconosciuti con decreto del capo del governo del 17 ottobre 1935.
Il gonfalone è un drappo di azzurro.

## Monumenti e luoghi d'interesse

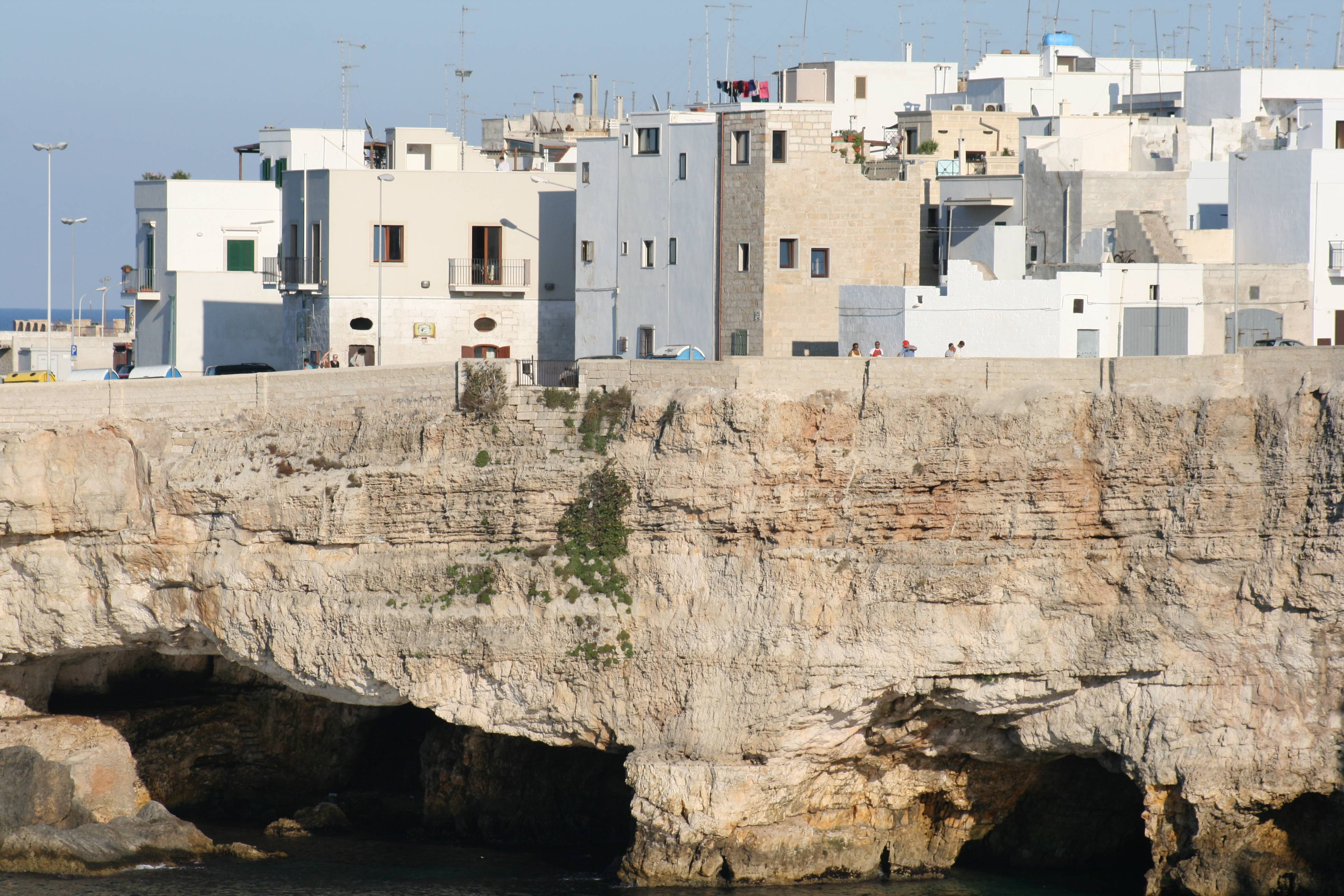
Grotta Ardito a Polignano

Di notevole interesse naturalistico sono le sue grotte marine e storicamente importanti sono il centro storico e i resti della dominazione romana. Tra questi ultimi il ponte della Via Traiana, tuttora percorribile, che attraversa Lama Monachile, la profonda insenatura immediatamente a nord del centro storico.

### Chiesa Matrice "Santa Maria Assunta"

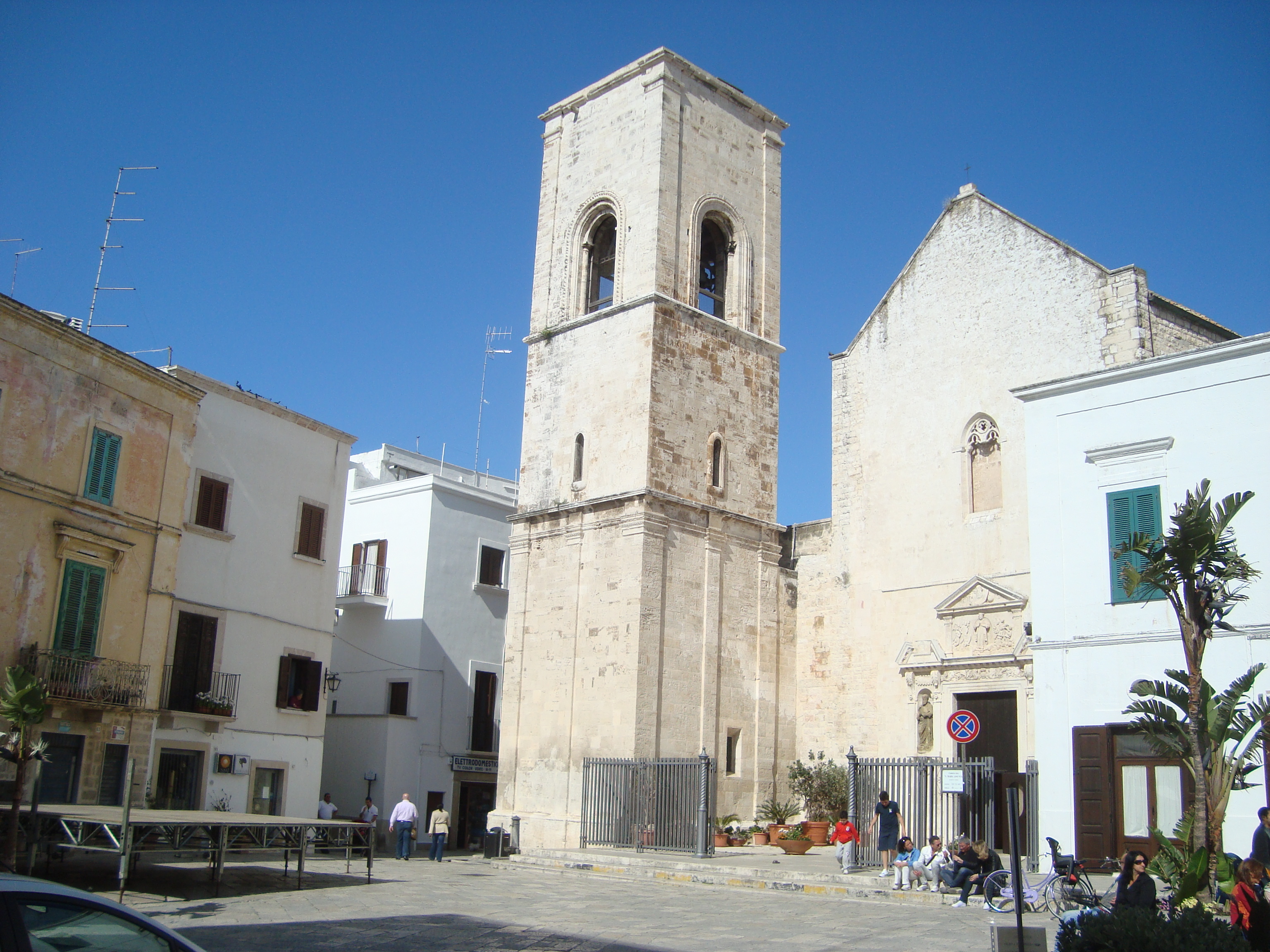
Chiesa Matrice Dell'Assunta

La chiesa matrice intitolata a santa Maria Assunta è affacciata sulla piccola piazza Vittorio Emanuele, cuore del centro storico, fu cattedrale fino al 1818, quando la piccola diocesi di Polignano fu aggregata a quella di Monopoli. All'interno sono custodite alcune opere attribuite allo scultore Stefano da Putignano, attivo tra il XVI e il XVII secolo, e l'importante Polittico della Madonna con Bambino e santi, del XV secolo su tavola dorata di Bartolomeo Vivarini a cura dell'ARPAI, oltre a una moltitudine di altre piccole opere ed a preziosi paramenti sacri donati dall'ex Monastero di San Benedetto, oggi inesistente. All'interno della chiesa sono custodite nel Cappellone di san Vito le reliquie del santo, un frammento del braccio e la rotula del ginocchio.
Nella frazione di San Vito, sulla costa a nord del paese, proprio a ridosso del porticciolo si staglia l'imponente complesso dell'abbazia dei Benedettini.
Inoltre, all'interno del territorio rupestre di Polignano vi sono alcune Masserie: tipiche costruzioni risalenti al XVII ed al XVIII secolo, utilizzate come aziende agricole dai grandi proprietari terrieri.

### Chiesa di Sant'Antonio

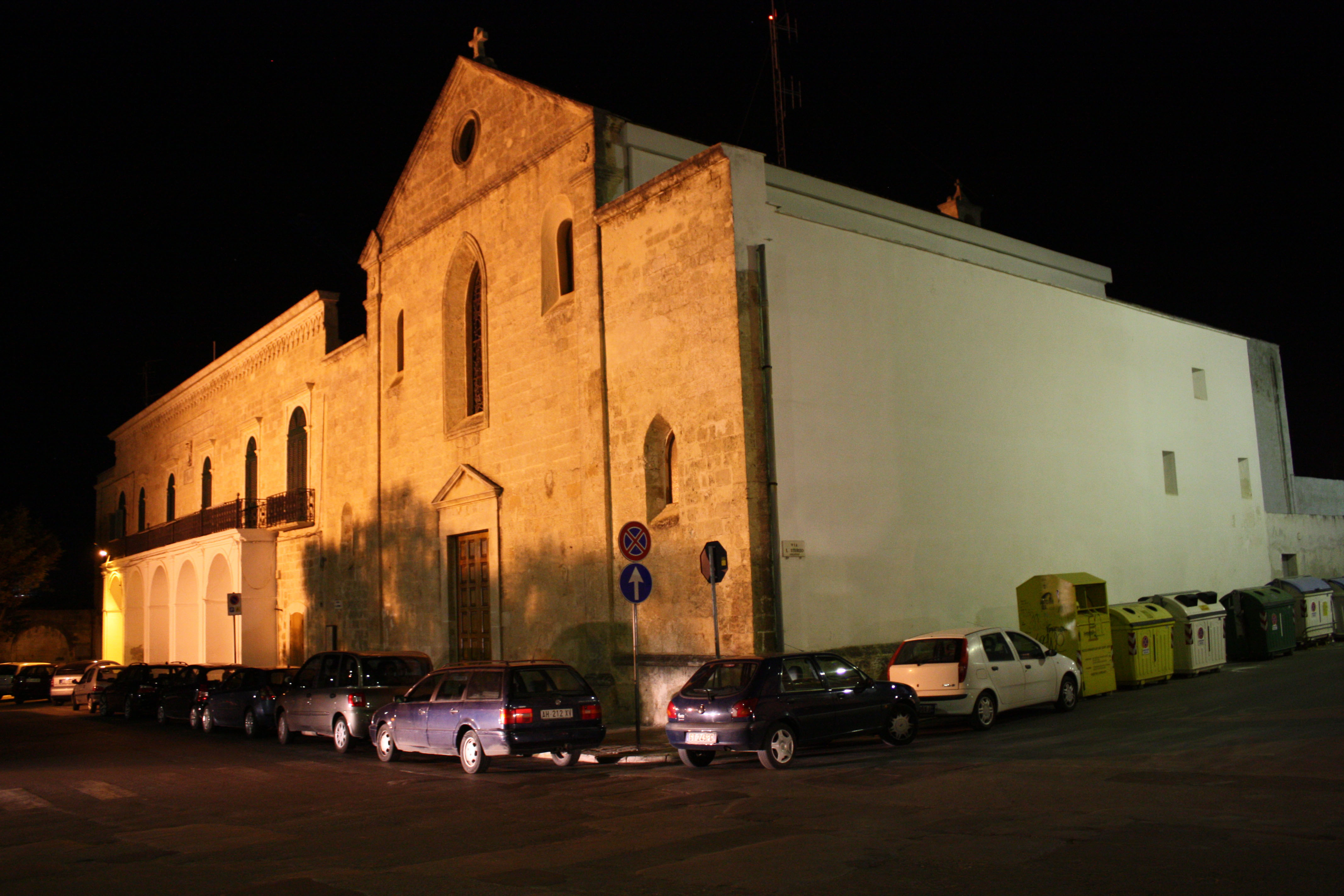
Chiesa di Sant'Antonio

Intitolata a Sant'Antonio la chiesa nasce a fine del '500 nell'omonimia piazza e dedicata a Santa Maria di Costantinopoli. Un tempo ospitante il convento dei frati, oggi è presente il servizio di Pronto Soccorso e viene ospitata anche la sede dell'emittente radiofonica Radio Incontro. Nella chiesa sono presenti tre navate composte da tre pilastri in pietra.

### Chiesa di San Cosma e Damiano
Costruita alla fine del 1800 con stile neoclassico dedicata ai Santi Medici. Al suo interno sono presenti le statue dei Santi Medici, San Rocco, San Sebastiano, Sant'Espedito. È presente un grande altare barocco che proviene dall'antico Monastero di San Benedetto.

### Chiesa del Purgatorio

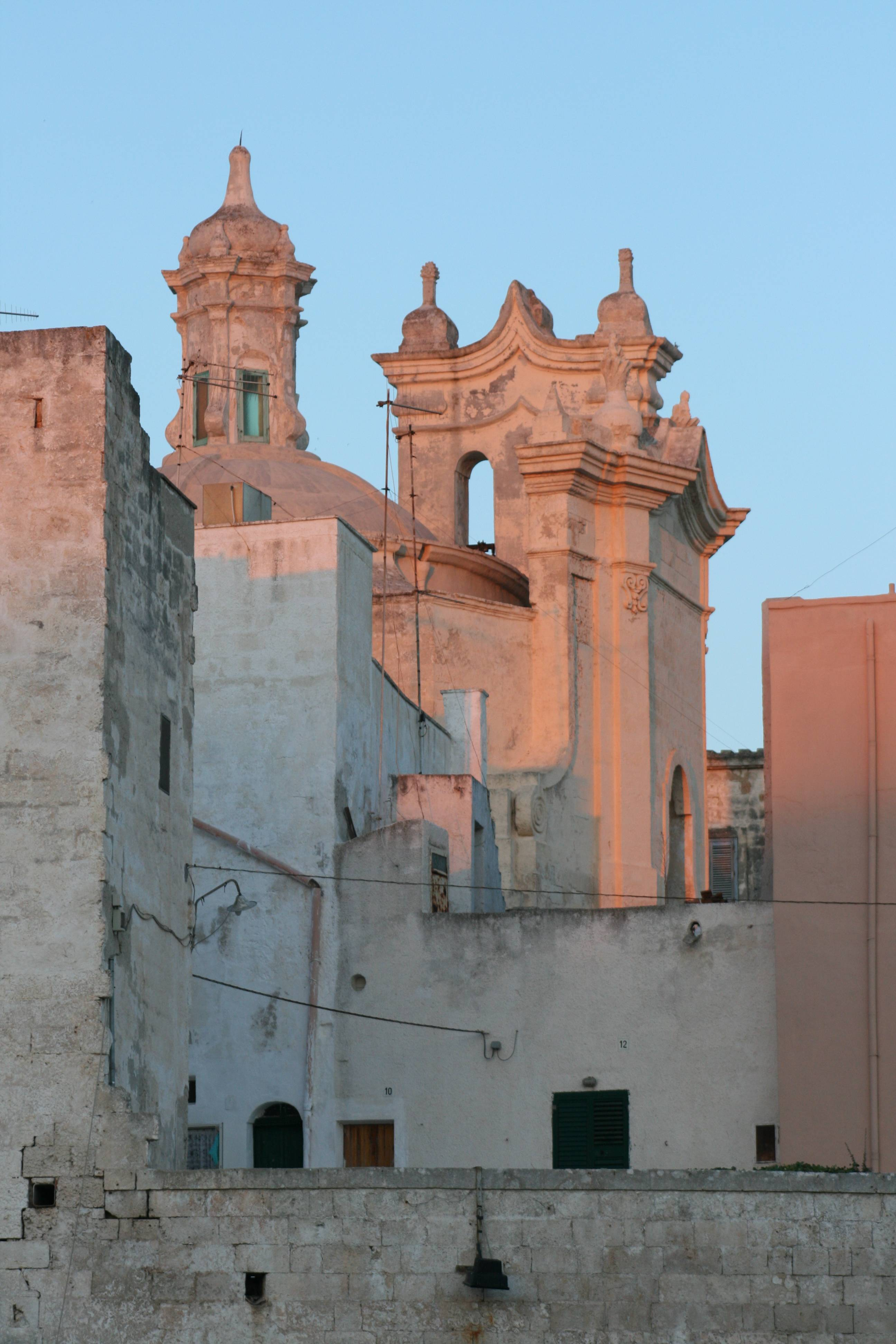
Chiesa del Purgatorio

Nello stesso luogo in cui fu costruita la Chiesa del Purgatorio in via Mulini esisteva una cappella dedicata a San Martino, riportata nei registri capitolari del XV secolo, successivamente inglobata nel nuovo edificio per essere destinata a sacrestia, il cui ingresso è posto a destra della facciata della nuova chiesa. In adiacenza al piccolo luogo di culto c'era il cimitero omonimo dove venivano seppelliti i giovinetti delle famiglie povere. Sul lato destra della cappella confinava con l'Ospedale dell'Annunziata. Vista l'alta indice di mortalità infantile, i confratelli delle Congregazione del Purgatorio, tra il 1714 e il 1767, fecero costruire sull'antico cimitero all'aperto e con le offerte dei devoti, la nuova chiesa che continuò ad accogliere i defunti nei sepolcri posti all'interno.
L'edificio, realizzato, in stile barocco presenta una facciata divisa in due ordini da un'alta trabeazione che segue l'andamento ricurvo della parete. Sulla destra della facciata si innalza il campanile a vela a due fornici terminanti con una ricca cornice modanata. La chiesa è composta di una sola navata coperta con volta a botte, interrotta da una cupola ellittica, e di due cappelle laterali ricavate nello spessore dei muri, dotate di altari di marmo: quello di sinistra consacrato a San Francesco da Paola, quello di destra dedicato all'Immacolata Concezione. L'altare maggiore, in marmi policromi, consacrato a San Martino, porta sui lati lo stemma della famiglia ducale dei Lieto (1713-1792) che finanziarono la costruzione dell'altare e l'organo posto sulla cantoria. La chiesa è abbellita con cinque grandi tele, una delle quali, posta sulla parete di fondo dell'altare maggiore, rappresenta San Michele e anime purganti del pittore Andrea Miglionico. Altre due tele sono di Vincenzo Fato: su una è dipinta la Sacra rappresentazione con la Vergine Immacolata e Santi, e sull'altra la Madonna con i SS. Francesco da Paola, Agostino di Ippona e Andrea. Il pavimento è costituito da piastrelle maiolicate di notevole pregio posate durante il restauro del 1862, caratterizzate da figure geometriche e da colori molto vivaci.

### Abbazia di San Vito

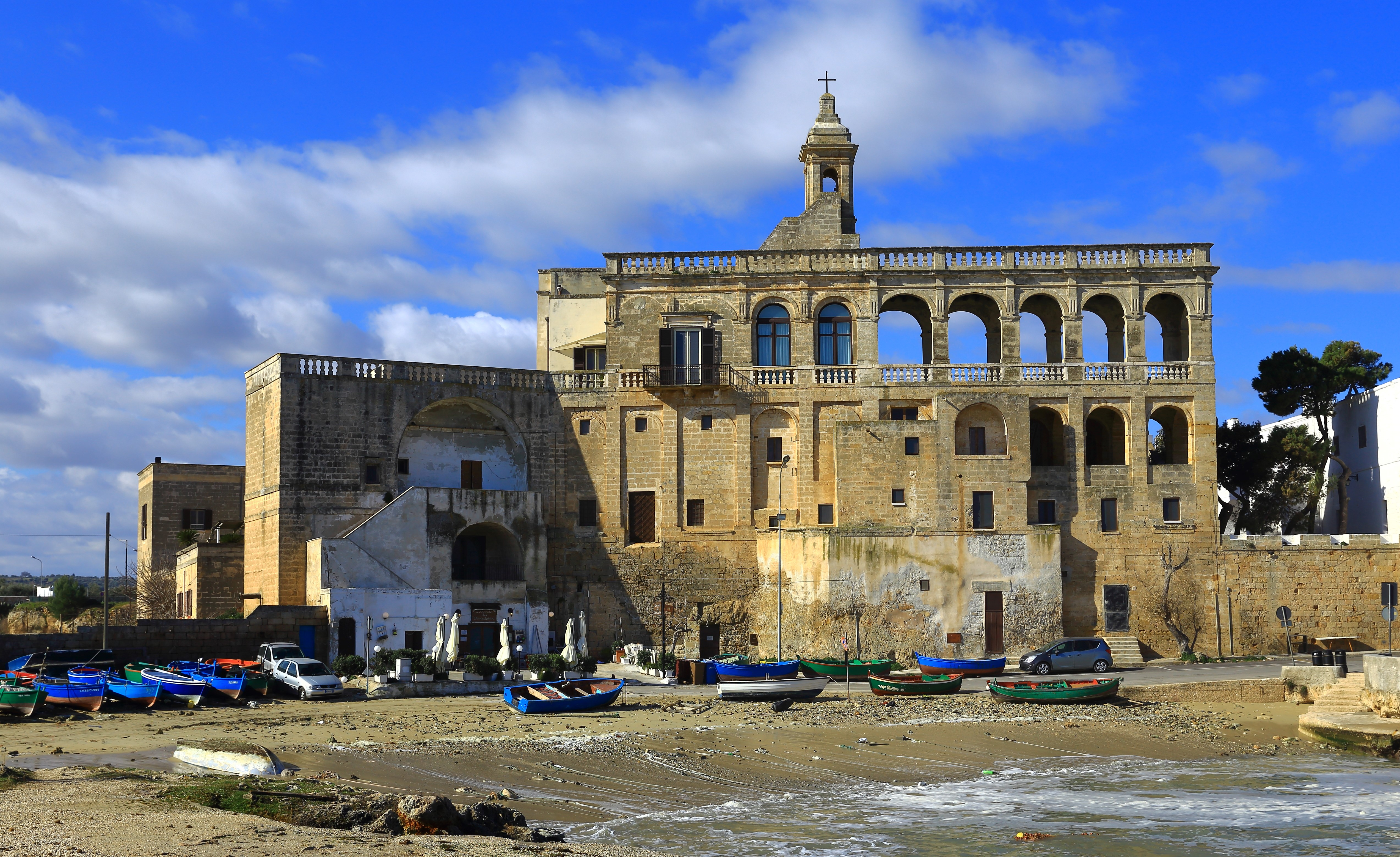
Abbazia di San Vito

L'abbazia di San Vito, di fondazione benedettina, è stata progettata nel X secolo. Dal XVI secolo l'abbazia fu la dimora dei frati minori conventuali dei Santi Apostoli e nel 1785 diventò del Regio Demanio. Nel 1866 lo Stato ha venduto l'abbazia ai marchesi La Greca, ancora interamente proprietari, mentre la chiesa è di proprietà del Fondo di Edifici di Culto del Ministero degli Interni e data in concessione alla chiesa Matrice Santa Maria Assunta dove la domenica celebra la messa.

#### Altre chiese, aperte al culto
- Chiesa della Natività, piazza Garibaldi
- Chiesa della Trinità, piazza Trinità
- Chiesa San Cosimo e Damiano, contrada San Cosimo
- Chiesa Madonna della Pace, contrada Chiesa Nuova
- Chiesa Madonna D'Altomare (quartiere Madonna D'Altomare)

### Altri luoghi di interesse

#### Lama Monachile

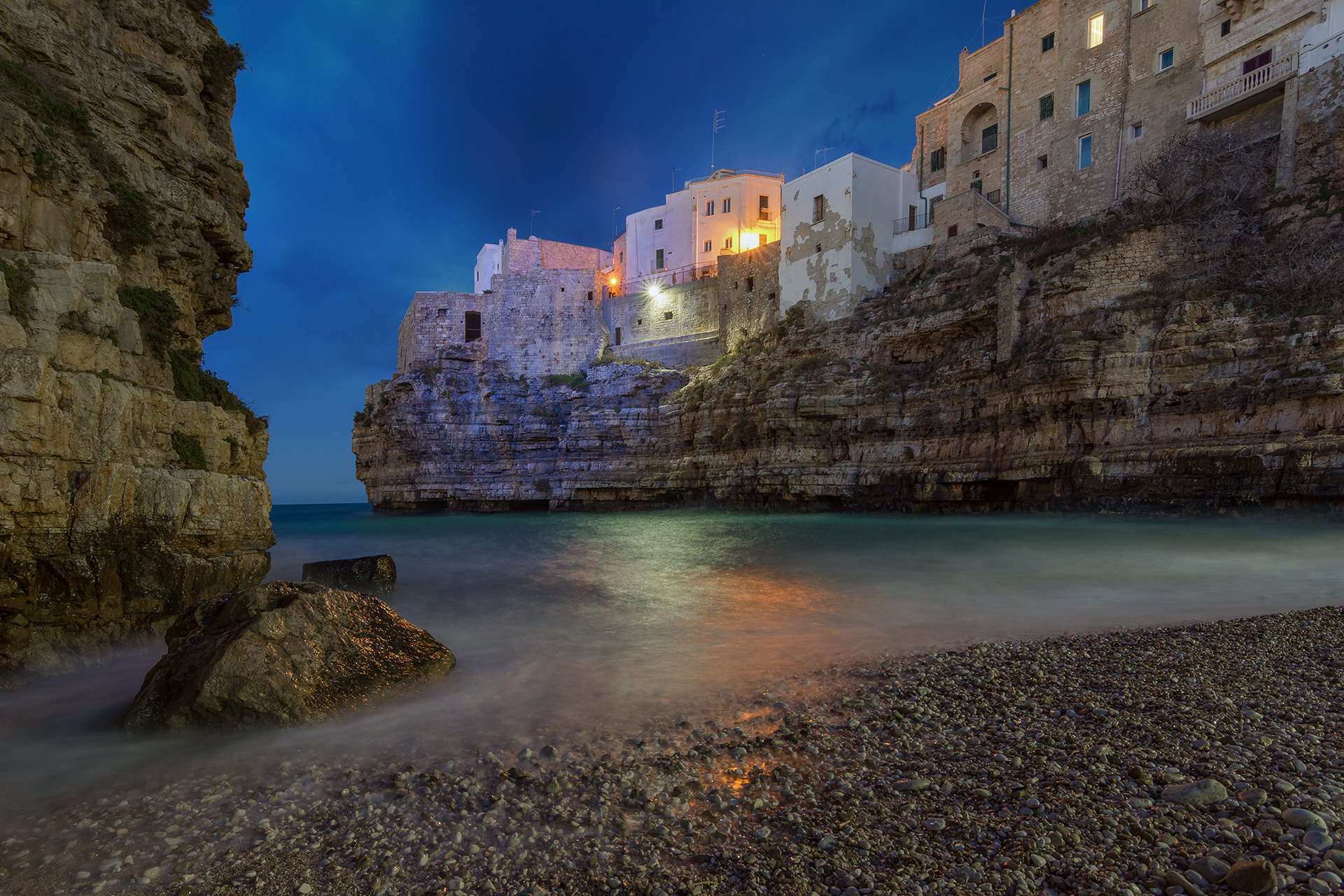
Spiaggia di Lama Monachile

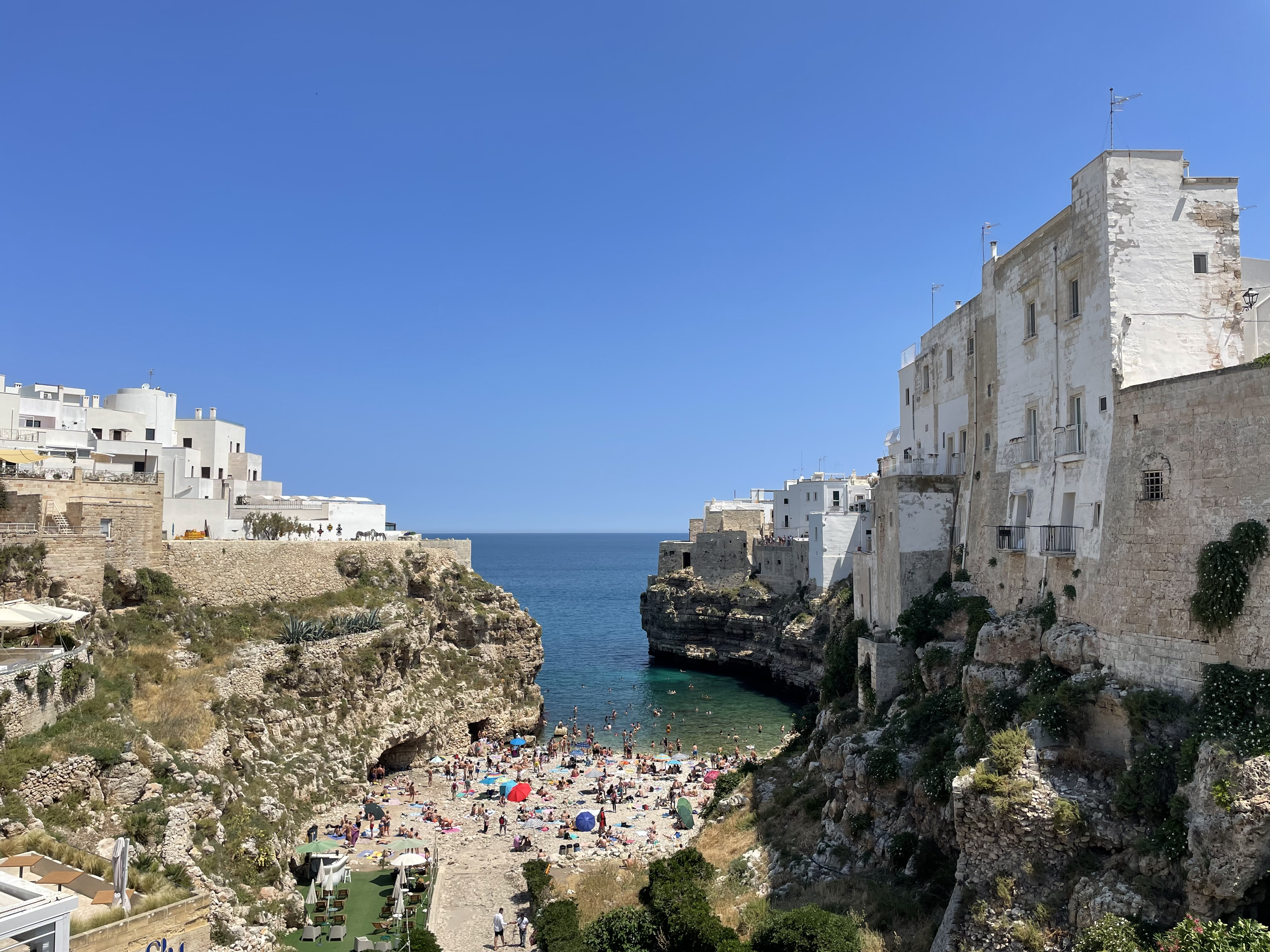
Vista panoramica su Lama Monachile

La Lama Monachile (o Cala Ponte) è stata costruita in età borbonica e sorge sull'antica via Traiana ed è il panorama più suggestivo del paese. Nel XV secolo è stato porto commerciale durante la dominazione veneta. Nella lama affluiscono le acque piovane delle zone alte del paese ed è capitato spesso di vedere la lama allagata e profondamente cancellata come nell'alluvione del 26 settembre 2006. Nel 1997 il ponte è stato completamente ristrutturato e fatto a nuovo. Dal 2008 al 2010 e nuovamente dal 2015 la Lama è teatro dell'unica tappa italiana del Red Bull Cliff Diving.

#### Arco Marchesale
L'Arco Marchesale, conosciuto anche come Porta Grande, è una cinta muraria effettuata nel 1530 e poi diventata nel 1780 unica via di accesso al paese. Sulla volta a botte dell'arco Marchesale è visibile una tela rappresentante la crocifissione di Cristo risalente alla fine del cinquecento ma di cui non si conosce l'autore. L'arco Marchesale è sormontato da una chiesetta, costruita verso la metà del ‘500 e dedicata alla Madonna. In seguito all'ammodernamento settecentesco la chiesa prese il nome della Confraternita di S. Giuseppe. Oggi l'arco Marchesale divide il borgo nuovo da quello antico, offrendo al visitatore una porta aperta al cuore del centro medievale di Polignano con tutte le bellezze ancora custodite.

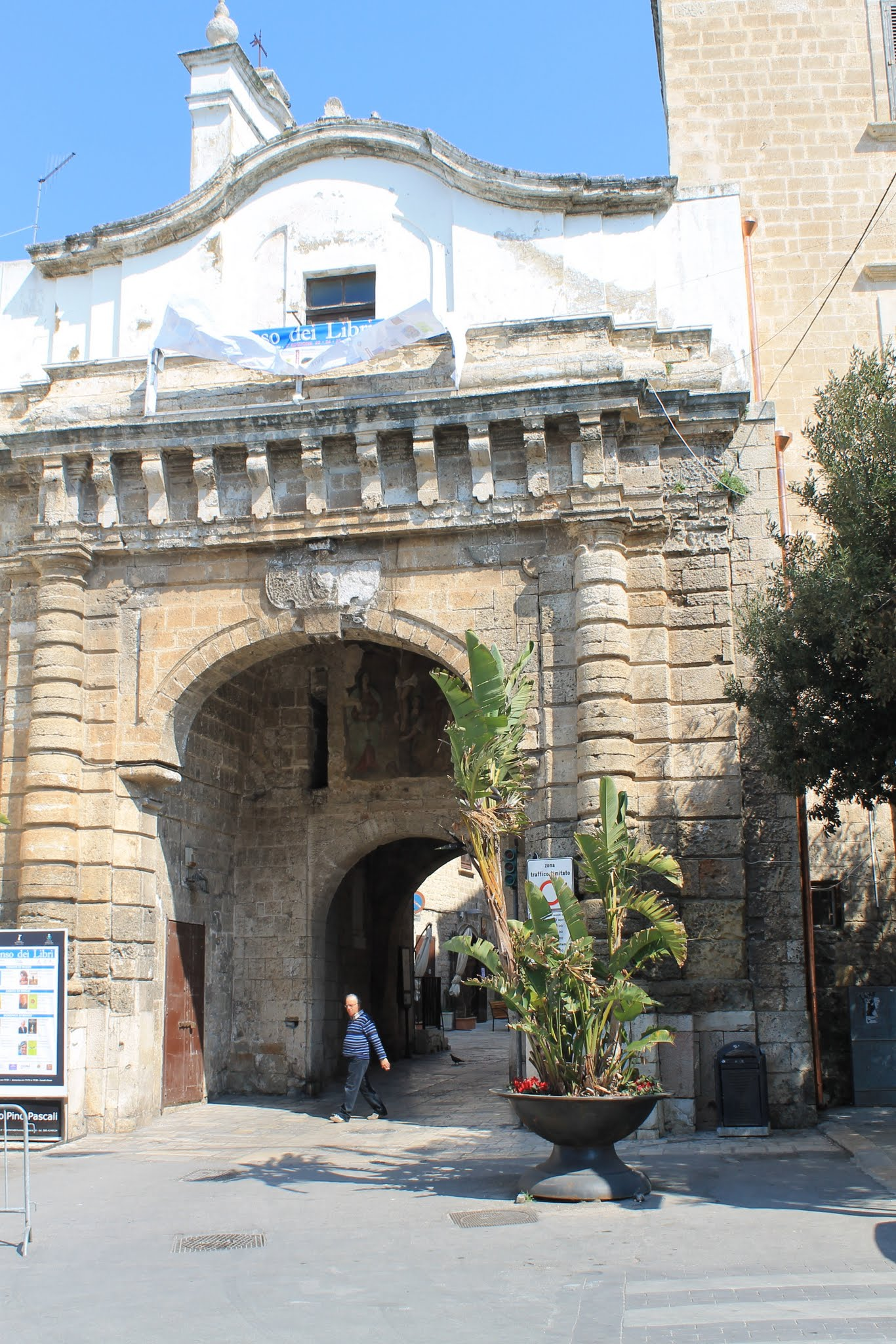
Arco Marchesale
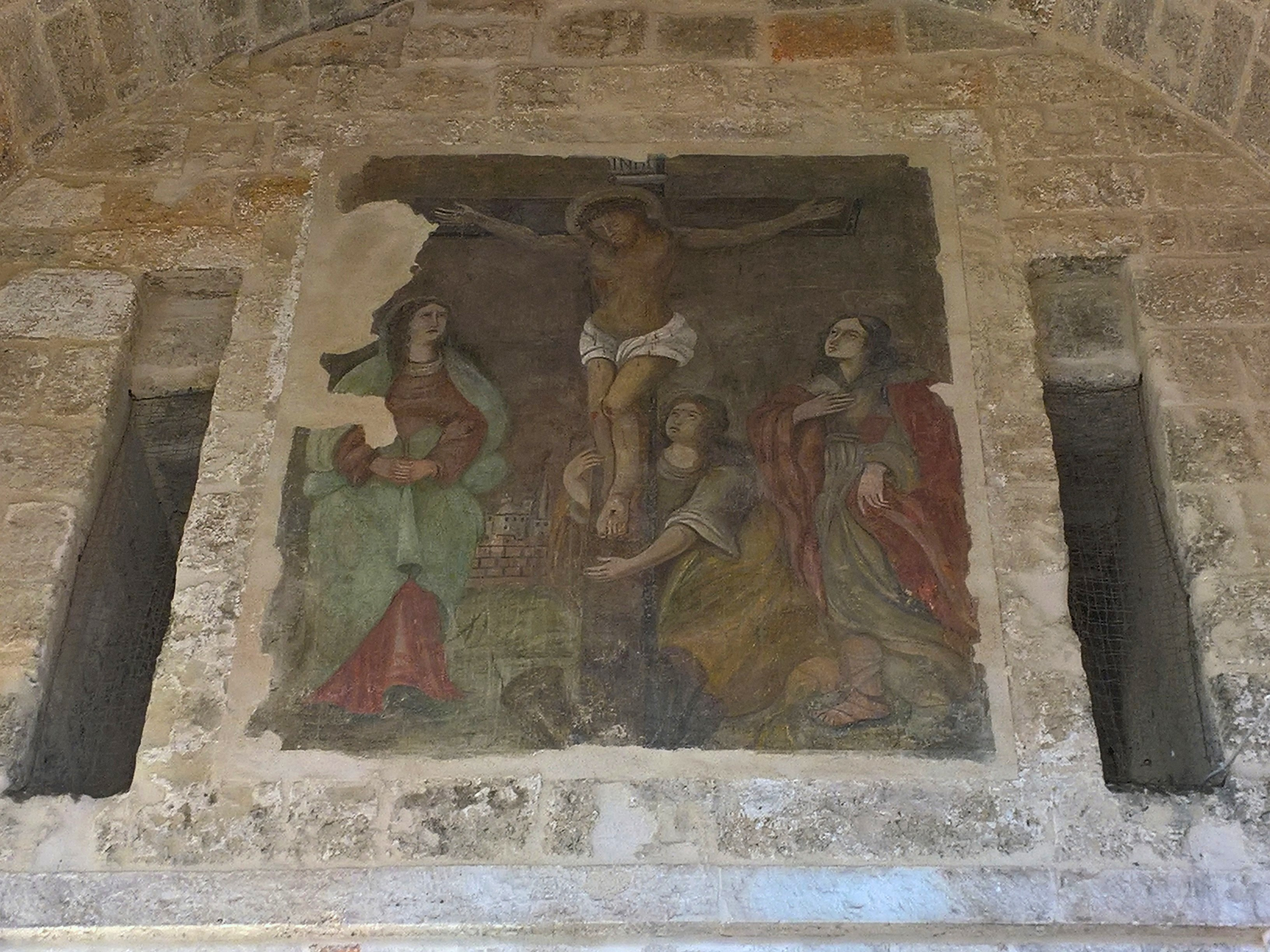
Tela rappresentante la crocifissione di Cristo, fine 16º secolo

#### Piazza Aldo Moro

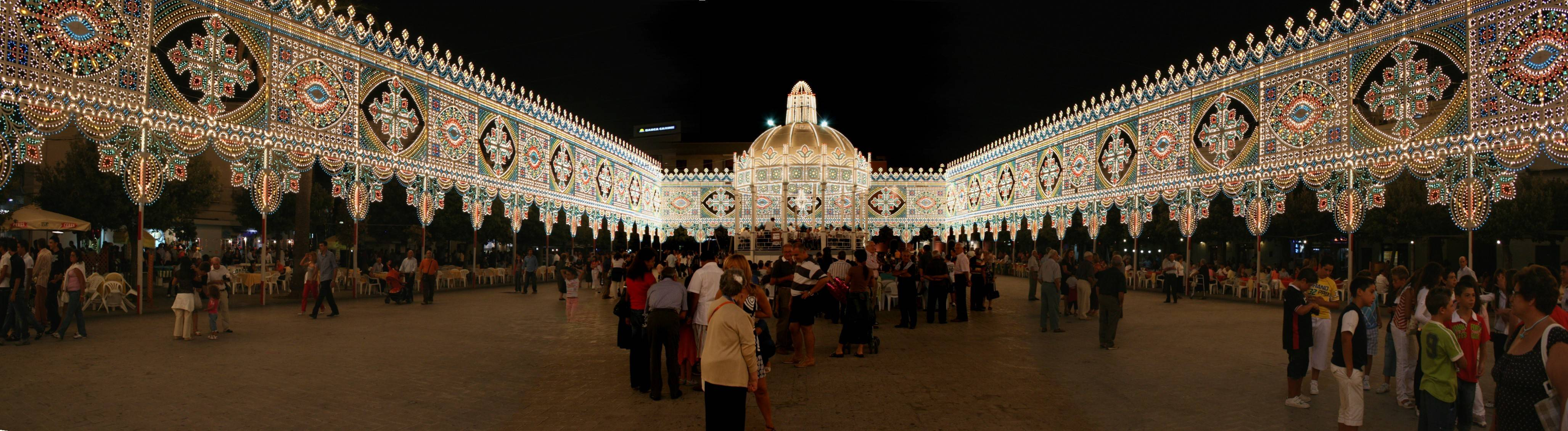
Piazza Aldo Moro

La piazza Aldo Moro (o comunemente chiamata "villa") è la piazza principale della cittadina, punto d'incontro della gente e luogo di parecchi eventi e sagre. Costruita nei primi anni '900 nel corso degli anni ha subìto diverse modifiche strutturali. Nel 2014 la piazza è stata completamente ristrutturata e rinnovata.

#### Monumento dei Caduti
In piazza Giuseppe Garibaldi è posto il monumento in pietra dedicato ai polignanesi caduti in guerra nei due conflitti mondiali, che raffigura un soldato a figura intera e, alle sue spalle, un altorilievo con alcune scene di battaglia. Nel 2008 vi è stata affiancata una lapide per le vittime dell'attentato di Nassiriya del 2003.

#### Casa dell'Orologio

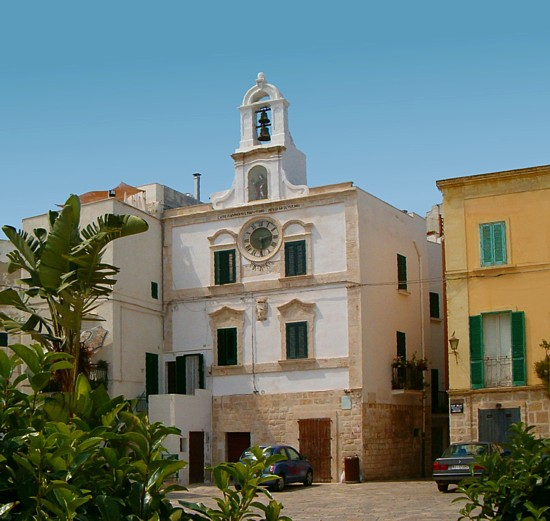
Piazza dell'Orologio

La casa dell'orologio, di origine medievale, un tempo ospitava la sede dell'università. Sita nel borgo antico, in piazza Vittorio Emanuele prima dell'attuale orologio era presente una semplice meridiana. Ancora oggi l'orologio viene caricato personalmente a mano dalla proprietaria della casa. Nel 2014 è stato pubblicato dal regista Gianni Torres, il film documentario sulla Casa dell'Orologio.

### Architettura[16]

#### Sito di Santa Barbara
L'insediamento neolitico presente in contrada San Barbara dista circa 2 km dal centro abitato a circa 60 metri d'altitudine. Nel sito archeologico, scoperto negli anni settanta, è presente una grotta carsica denominata di Sancta Barbara. La grotta possiede uno sviluppo planimetrico di 420 metri e una profondità di 15 metri, l'attuale imbocco (un pozzo di circa 3 metri) si è formato improvvisamente a causa del collasso di alcuni strati calcarei. Le ricerche hanno stabilito la frequentazione umana attorno al IV millennio A.C.

#### Sito di Madonna di Grottole
L'insediamento archeologico Madonna di Grottole dista circa 3 km dal centro abitato e dalle sue caratteristiche morfologiche è uno dei siti archeologici più antichi e storici della Puglia. Si può accedere dalla masseria omonima raggiungibile percorrendo la complanare lato monte di San Vito e poi prendendo la vecchia provinciale Polignano-Conversano (oggi provinciale Conversano-San Vito). È un costone calcareo caratterizzato da 62 grotte di differente dimensione frequentate dall'uomo sin dalla preistoria. Il territorio è caratterizzato da vegetazione spontanea e alberi di ulivo, mandorlo e da frutto. È presente anche una piccola chiesetta dedicata a Santa Maria della Consolazione e parte di un antico monastero agostiniano. Il sito ha ospitato per due anni il presepe vivente.

#### Torre Incina

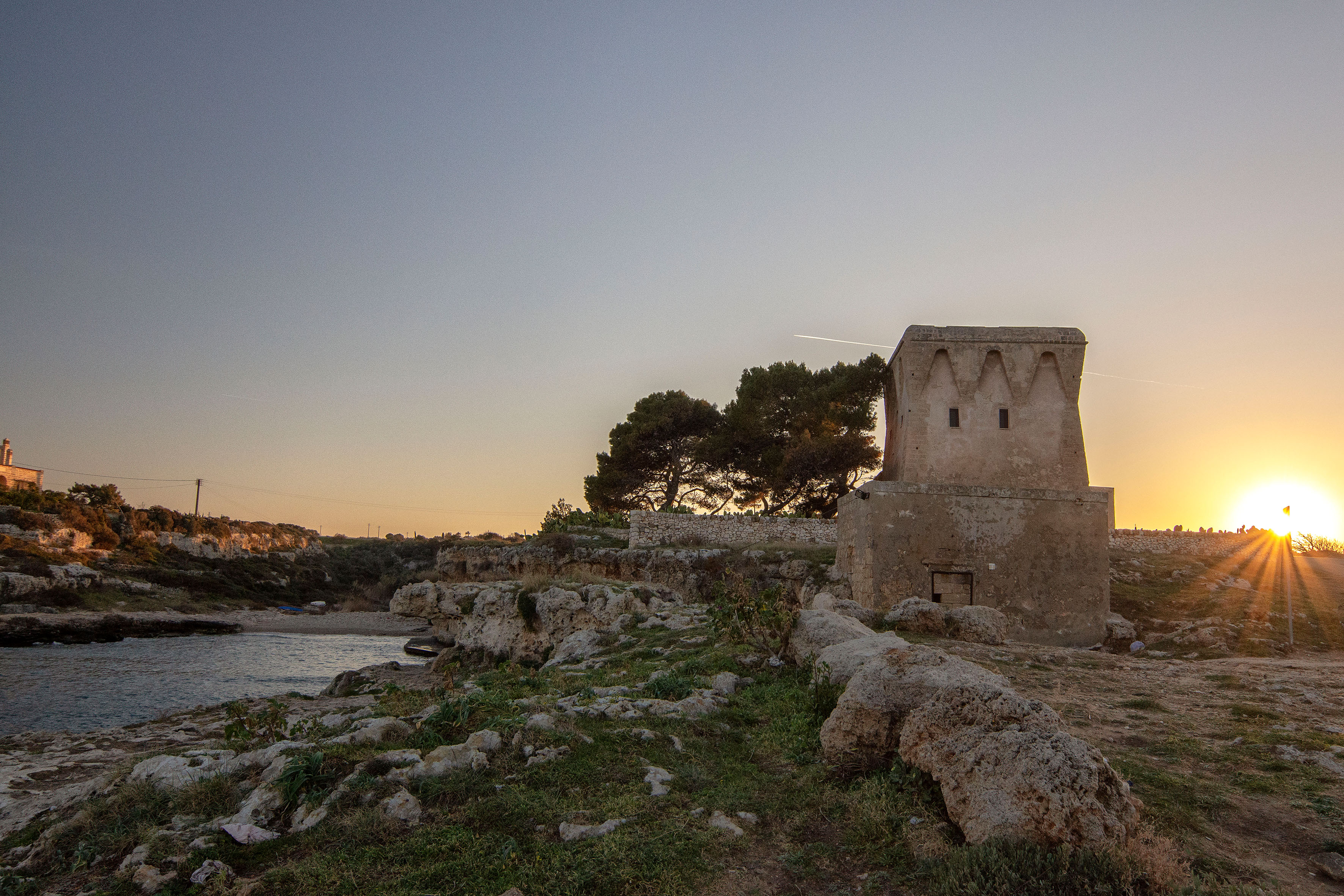
Torre Incina

Sita nella Cala Incina, tra Polignano e Monopoli è una tra le più interessanti torri costiere fatte realizzare dal viceré Pedro di Toledo nel 1529. Gambacorta durante una visita nella Terra di Bari stabilì che dovevano essere costruite sedici torri e stabilì che nel territorio di Polignano dovevano esserci le torri di Ripagnola (poi abbattuta), Incina e San Vito. La torre si presenta a pianta quadrata e si sviluppa sue due livelli, risulta regolarmente accatastata ed è stata opera di ristrutturazione del 1966.

### Masserie

#### Masseria San Martino
La Masseria San Martino presenta tutte le caratteristiche delle dimore rurali intorno al XVII secolo come centro di organizzazione del lavoro, di raccolta e prima trasformazione dei prodotti cerialicolo-pastorali. Il complesso edilizio già identificato nella cartografia topografica come "Casino De Luca " in Contrada San Martino (o Le Vigne) è stato completamente restaurato ed è oggi in parte adibito a struttura ricettiva di tipo familiare. Sono stati attentamente conservati gli spazi originari: i piani superiori adibiti a luogo di residenza più o meno stabile del signore, a piano terra gli annessi rustici quali l'abitazione del fattore, i locali che ospitavano la manodopera stagionale, la stalla, l'agrumeto all'araba, il pozzo con data e iniziali del proprietario (A.D. 1824 F' P.M.). La chiesa intitolata a San Martino di Tours (il nucleo originario) venne inserita nel corpo di fabbrica della masseria ed era destinata al culto degli abitanti del nucleo rurale. La denominazione è antichissima, infatti in un Libro dei censi del 1490, conservato presso l'Archivio Unico diocesano di Monopoli, è indicato un certo Dominicus Campanarium proprietario di un piccolo vigneto in Santo Martino; dallo stesso documento si apprende che Stefano Pedote era proprietario di una vigna in Monte Sancti Martini. Il Libro dei Censi del 1628 indica una strada che, partendo da Polignano a Mare portava in territorio di Conversano, denominata "la via pubblica che porta a Santo Martino ".

#### Masseria Basile-Pellegrini
La masseria Pellegrini, di stile ottocentesco, s'introduce in un ampio cortile dove dal corpo principale è possibile osservare la casa patronale e locali di servizio. L'edificio si sviluppa su due livelli piano terra e primo piano. La chiesetta dedicata alla Beata Vergine è ubicata nella testata esterna, circondata dagli alberi della masseria. Sul prospetto laterale è visibile il campanile a vela. L'interno a vano unico, è diviso nella navata coperta da una cupola impostata su pilastri angolari e nel presbiterio coperto da volta a botte e soprelevato dalla navata con un gradino. L'altare, in pietra, è composto da una mensola poggiante su due pilastrini che terminano con due volute. Il paliotto riporta una semplicissima croce a rilievo, circoscritta da una cornice ovale.

#### Masseria Bellini
La masseria Bellini sorge in un contesto agrario circondato da numerosi alberi di ciliegio. La torre austera e massiccia si mostra in conci di pietra a faccia vista di differente taglio e dimensione e si sviluppa su due piani. Una suggestiva loggia balaustrata con caditoia, ridimensionata nel tempo, distingue la facciata principale da quelle secondarie. Il corpo di fabbrica dei locali è qualificato da un ampio portale di ingresso arricchito da sei colombaie. Un'incisione sulla chiave di volta del portale reca la data 1845 con le iniziali P.B. Da fonti orali risulta che alla masseria appartenesse una chiesetta della quale si è persa memoria.

#### Masseria Bellipario
La masseria Bellipario con la chiesetta intitolata alla Madonna Immacolata è sita in contrada Marinesca. La torre è fatta in pietra a vista di recente restauro, è composta da un ampio portone al piano terra e da una piccola finestra al piano nobile. Una scalinata sul lato sinistro da l'accesso al piano nobile. Sull'architrave è incisa la data di costruzione: A.D. 1757. L'interno a vano unico, rettangolare, è coperto da volta a botte ed è illuminato da due finestrelle nella zona presbiteriale. Soprelevato da un gradino si può ammirare l'altare in pietra con un gradevole paliotto, decorato da un medaglione circolare che include al suo interno una croce gigliata raggiata.

#### Masseria Cannone-Baldassarre
La masseria Cannone-Baldassarre, sita a circa 4 km dal centro abitato, è raggiungibile tramite una strada traversa della strada provinciale Polignano-Castellana Grotte. La scala, ubicata sul fianco della torre prospiciente la lama, disegna nel suo percorso un ampio portale al piano terra. Al piano primo un piccolo ingresso sormontato da un timpano spezzato riporta una formella con un'epigrafe. Il coronamento è scandito da piccole feritoie che corrono su tutta la parete. Sul piano di copertura svettano: il campanile a vela, decentrato rispetto alla porta d'ingresso e un comignolo espressione dell'architettura rurale del complesso.
La chiesetta mostra una facciata a capanna, di semplice fattura. Unici elementi decorativi sono un timpano spezzato e una piccola nicchia. L'interno, a vano unico, si distingue per la presenza di due differenti coperture: la prima a cupola e la seconda a botte. L'altare, posizionato nella zona centrale del presbiterio, è arricchito al centro del paliotto da una cornice in soprarilievo che racchiude una croce gigliata.

#### Masseria Chiantera-Comes

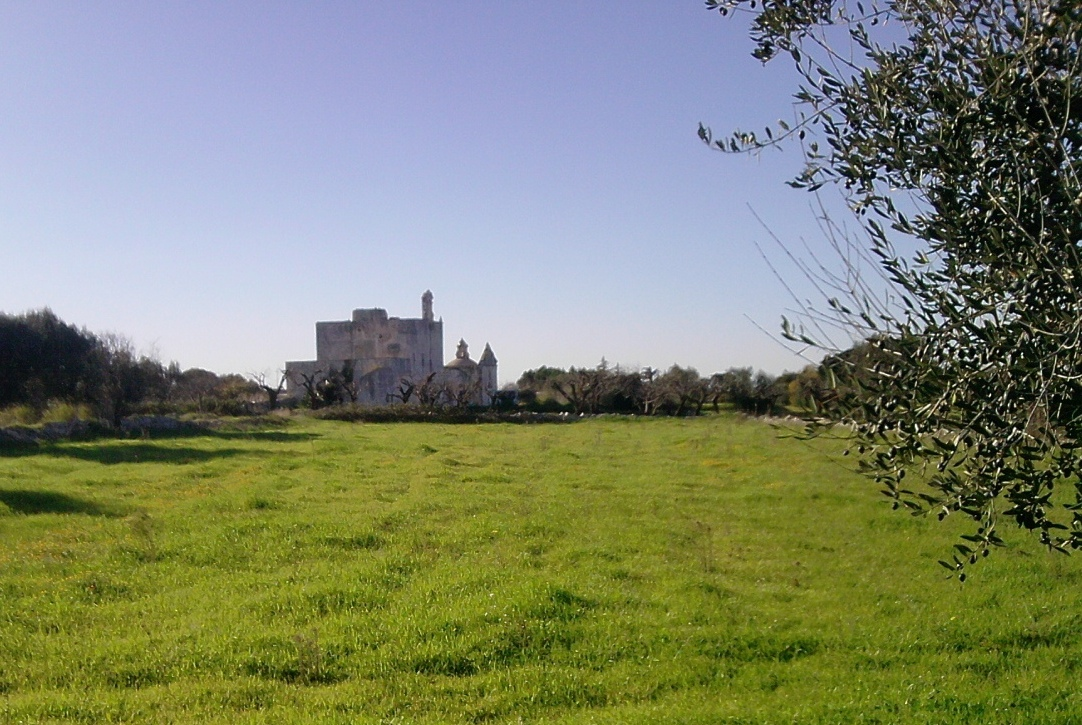
Masseria Chiantera

Anticamente la masseria apparteneva alla famiglia Leto (Lieto) principi di Castrogiovanni e Duchi di Polignano a Mare dal 1731 al 1792, come documenta il suggestivo stemma in pietra murato sulla facciata della chiesa. La chiesa, dedicata secondo fonti orali a San Michele, è definita nella facciata da quattro lesene interrotte da un cornicione aggettante e terminanti alla sommità del timpano. Il portale di forma rettangolare è impreziosito da una cornice spezzata che custodisce all'interno lo stemma della famiglia Leto. In asse con il portale, un oculo ogivale è sormontato da una piccola nicchia vuota. Sulla copertura spicca una lanterna con quattro finestrelle intervallate da quattro pinnacoli, finemente decorata da piastrelle in ceramica. L'interno, a vano unico, è illuminato da quattro finestrelle. Sul fondo il presbiterio rialzato da un gradino è coperto da una volta a botte.

#### Masseria Crocifisso
La Masseria del Crocifisso è adagiata su un antico “costone calcarenitico” nei pressi di lama Baldassarre.
Attualmente la masseria è di proprietà della famiglia de Bellis che, dopo anni di un lento ed accurato restauro, la utilizza come struttura ricettiva. La chiesa mostra una facciata incorniciata da lesene che si concludono in copertura con due pinnacoli in pietra. Il timpano curvilineo è delineato da una cornice aggettante modanata. Sul portale di ingresso, inscritto in una semplice cornice in pietra, si apre un'elegante finestra mistilinea. L'interno a vano unico è coperto da volta a botte lunettata con dieci archetti a sesto acuto per lato. Un'acquasantiera a forma di conchiglia è posta sulla controfacciata, a destra dell'ingresso principale. L'altare in pietra, a parete, mostra un paliotto finemente decorato. Su di esso, un'ampia nicchia custodisce un crocifisso ligneo in ciliegio policromo, donato dal vescovo Monsignor Andrea Vinditti nel 1758. Una porticina aperta sul lato destro dell'altare consente l'accesso alla piccola sacrestia coperta con volta a botte.

#### Masseria De Nigris
La masseria De Nigris è ubicata in prossimità del Rio delle Piantate, suggestiva località del territorio di Polignano a Mare, immersa in una vegetazione di macchia mediterranea intervallata da colture orticole. La chiesa esternamente è impreziosita da due monumentali alberi di palme. La facciata, incorniciata da due paraste laterali, culmina con un timpano triangolare. L'interno a vano unico diviso in navata e presbiterio presenta due coperture distinte: la prima a stella e la seconda a botte. L'altare litico è posizionato a parete ed è sollevato da un gradino.

#### Masseria La Greca
Azienda agricola di proprietà della Società Ortofrutticola Polignanese, la masseria La Greca si distingue, come altre masserie di Polignano a Mare, per la sua ubicazione prospiciente la strada. La chiesetta dedicata a San Vito, di fattura seicentesca, si mostra in un cattivo stato di conservazione con la porta di ingresso murata. La facciata principale è incorniciata da due lesene in pietra a vista che culminano con due capitelli. Il coronamento superiore, curvilineo, mostra al centro un fregio in pietra dove si legge la data di fondazione della chiesa 1764. Il portale d'ingresso, elegante e modanato, è sormontato da un timpano spezzato al cui vertice compare un oculo quadrilobato.

#### Masseria Pozzovivo
La masseria Pozzovivo è ubicata a pochi metri dalla costa, nei pressi della omonima lama. La lama di Pozzovivo nasce in prossimità della linea ferroviaria Bari-Brindisi, attraversa le antiche cave di tufo e lambisce, dalla parte di ponente, la masseria. La lama è ricca di grotte naturali, dove fino ai recenti anni sessanta venivano custodite le greggi che pascolavano sulla scogliera. La masseria rispecchia l'impostazione a braccio con sviluppo orizzontale lungo lo stesso allineamento prospettico, divenendo quasi un unico blocco per la continuità che si è andata a creare nei fabbricati. Si affaccia su un ampio spazio aperto prospiciente il mare. Revisionata nell'Ottocento, si presenta in colore rosso scuro senza elementi di difesa. Due balconcini, due oculi centrali e una semplicissima cornice marcapiano sono gli unici elementi di decoro della facciata.

#### Masseria Tubiola
La masseria è ubicata in una zona interna, immersa tra campi coltivati e abitazioni rurali. Un viale di accesso fiancheggiato da ulivi e muretti a secco conduce al complesso. Gli attuali proprietari riferiscono che il nucleo più antico coincide con la torre, conosciuta con il nome di Torre Baldassarre. La torre medievale, inglobata da numerosi ambienti costruiti in fasi differenti, svetta con la sua altezza al centro del complesso agricolo. Tutt'intorno, addossati al corpo di fabbrica centrale, locali di servizio voltati a botte, stalle, cortiletti, e un agrumeto.

## Società

### Evoluzione demografica
Abitanti censiti

### Etnie e minoranze straniere
Sono 506 i cittadini stranieri, di cui 225 uomini e 281 donne, regolarmente censiti, al 2014 (dato Istat).

### Lingue e dialetti
Il dialetto polignanese è una variante del barese anche se costituisce un unicum tra i dialetti del sud barese dai quali si discosta per diverse peculiarità (ad esempio, molte delle parole che in barese presentano la lettera "L", non raddoppiata, in polignanese sono pronunciate con il suono "G" gutturale. La trasformazione non avviene nelle parole di recente importazione dall'italiano: ad esempio "la luce" si pronuncia "'a gouc" per riferirsi a quella naturale e "'a louc" in riferimento alla luce elettrica). Il dialetto polignanese ha in parte origini sicuramente nel latino come la maggior parte dei dialetti dei paesi circostanti (la matita è "laps" direttamente dal latino "lapis") e nel greco, ma un'analisi anche superficiale rivela immediatamente che al di là delle contaminazioni che ne causano il continuo mutare levigandone le peculiarità (il rapporto nel tempo con i paesi limitrofi e nell'ultimo secolo la televisione e l'istruzione scolastica che lo fanno somigliare sempre più all'Italiano -il suddetto "lapis" è diventato nella maggior parte degli usi anche di persone adulte un adattamento della parola italiana che diventa "mateit"), esso deve aver avuto una genesi profonda e una storia del tutto differenti da quella degli altri dialetti del sud barese.
Massima espressione letteraria del dialetto polignanese è sicuramente A mènz'àure, raccolta di poesie dello scrittore di Polignano Vito Cosimo Basile e volutamente scritte nella variante linguistica della terra natale dello scrittore.

### Tradizioni e folclore
Esiste una canzone popolare dedicata a Polignano che è intitolata Pghgnè Pghgnè Pghgnè.

## Cultura

### Istruzione
- IPSSEOA Domenico Modugno

### Musei e luoghi d'arte
- Fondazione Museo Pino Pascali
- Galleria d'Arte Nicole Scarpelli
- Palazzo Ventura
- Galleria del Ponte
- Biblioteca Raffaele Chiantera

### Gran concerto bandistico con majorettes Città di Polignano a Mare
Il concerto bandistico con majorettes di Polignano a Mare è nato nel 1997 grazie alla direzione del maestro Antonio Pascali che ne aveva già fondata una nel 1982. Il concerto bandistico con majorettes di Polignano a Mare si presenta molto attivo a livello professionale e si propone sempre in nuovi luoghi e con repertorio in continuo aggiornamento. Il repertorio comprende sfilate con parate, esercizi ginnico - musicali, scansione ritmica con passi cadenzati, balletti con musiche popolari e folkloristici, marce militari e sinfoniche dei più noti compositori.

### Rassegna “Il libro possibile”
Dal 2005 a Polignano a Mare si svolge ogni estate la rassegna letteraria Il libro possibile, manifestazione culturale nata nel 2001.
La manifestazione, che ordinariamente si svolge nella prima decade del mese di luglio di ogni anno, prevede la partecipazione di numerosi personaggi di fama nazionale ed internazionale della cultura, della scienza e della politica.

### Media

#### Televisione
- Canale Due (1990-2002)

#### Radio
- Radio Incontro (1989-in attività)
- Radio Polignano/Radio Neapolis (1976-1991)

#### Testate giornalistiche
- Fax (2000-in attività)[30]
- Blu (2003-in attività)[31]
- La Voce del Paese (2008-2020)
- La Vipera (2011-2019)
- Mediterraneo (2017-2019)

#### Cinema e fiction

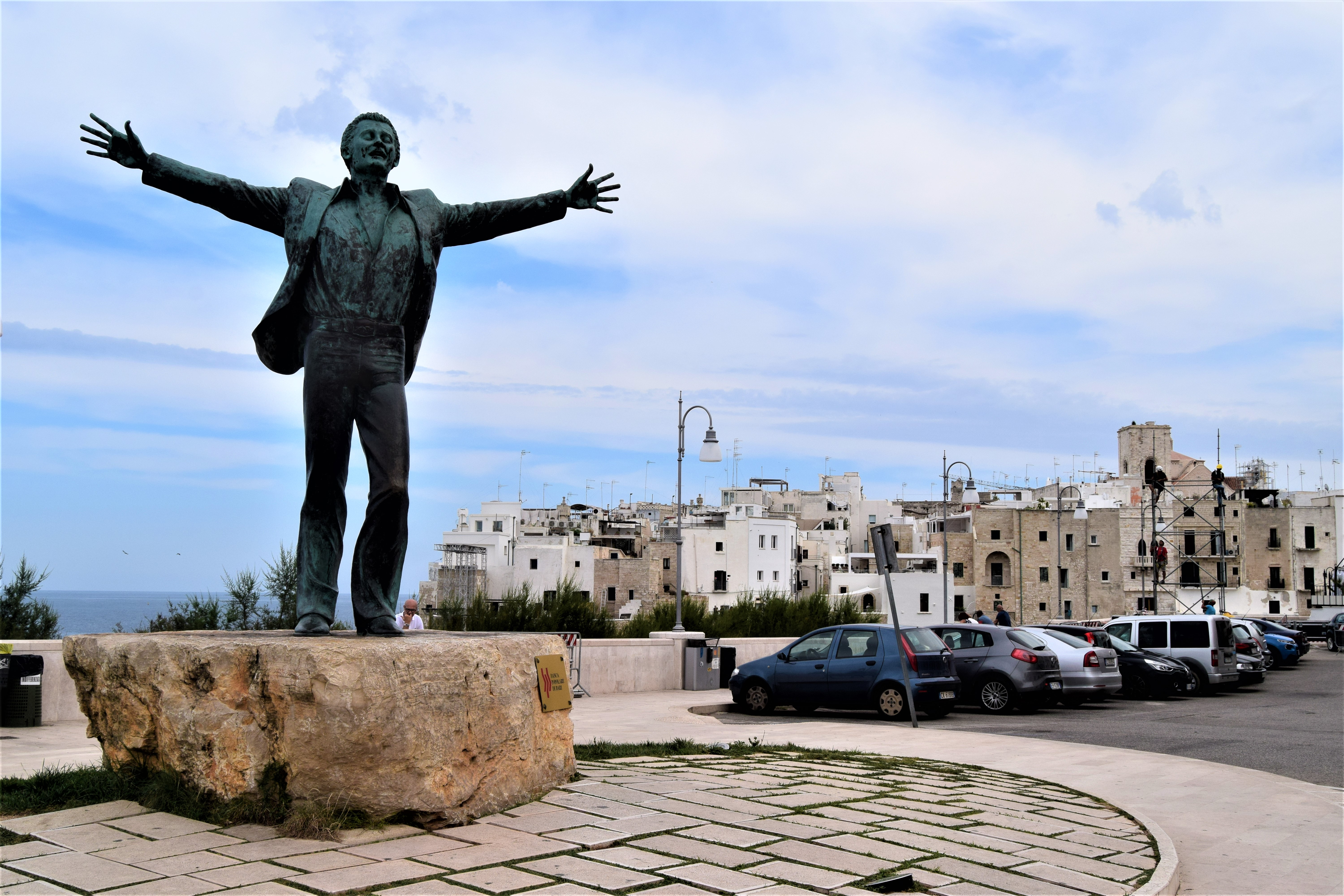
La statua di Domenico Modugno sul lungomare

Molti i film girati a Polignano, tra i quali:
- La ragazza con la pistola (1968), con Monica Vitti e Carlo Giuffré;
- L'infermiera di notte (1979);
- Il ras del quartiere (1983) con Diego Abatantuono, diretto dal regista Carlo Vanzina;
- Sabato, domenica e lunedì (1990), di Lina Wertmüller con Sophia Loren, Luca De Filippo, Luciano De Crescenzo, Enzo Cannavale, Pupella Maggio e Isa Danieli;
- Turné (1990), di Gabriele Salvatores con Fabrizio Bentivoglio, Diego Abatantuono e Laura Morante;
- La riffa (1991), con Monica Bellucci e Giulio Scarpati;
- Prigionieri di un incubo (2001), con Corinne Cléry, Antonella Mosetti, Antonio Zequila e Gianni Mazza;
- Il tramite (2004), con Maurizio Mattioli;
- 2061 - Un anno eccezionale (2007) con Sconsolata e Diego Abatantuono;
- Butta la luna 2 (2008), miniserie tv prodotta da Rai Fiction;
- Cado dalle nubi (2009), di Gennaro Nunziante con Checco Zalone;
- Five Hours South (2010) di Mark Bacci con Francesco Cippone e Elle Macpherson;
- Che bella giornata (2011), di Gennaro Nunziante con Checco Zalone;
- Tutta la musica del cuore (2011), serie tv prodotta dalla Casanova Multimedia per Rai Uno con la regia di Ambrogio Lo Giudice con Lucrezia Lante della Rovere, Francesca Cavallin, Ugo Pagliai, Johannes Brundrup e Antonio Stornaiolo;
- La mia mamma suona il rock (2012) di Massimo Ceccherini con Cristina Del Basso e Enzo Salvi;
- Si può fare l'amore vestiti? (2012) di Dario Acocella con Bianca Guaccero, Paolo De Vita e Corrado Fortuna;
- Beautiful (2012) di William J. Bell e Lee Phillip Bell;
- Outing - Fidanzati per sbaglio (2012) di Matteo Vicini con Nicolas Vaporidis, Massimo Ghini, Giulia Michelini e Andrea Bosca;
- Volare - La grande storia di Domenico Modugno (2012), fiction prodotta da Rai Fiction con Beppe Fiorello;
- La mia bella famiglia italiana (2013), film tv prodotto da Rai Fiction con Alessandro Preziosi;
- Spring (2013), di Justin Benson e Aaron Moorhead.
- Io che amo solo te (2015), di Marco Ponti, ispirato all'omonimo romanzo di Luca Bianchini, con Riccardo Scamarcio, Laura Chiatti, Luciana Littizzetto, Eva Riccobono, Michele Placido, Alessandra Amoroso.
- Matrimonio al Sud (2015), di Paolo Costella, con Massimo Boldi, Biagio Izzo, Barbara Tabita, Fatima Trotta, Gabriele Cirilli, Paolo Conticini e Enzo Salvi.
- Le frise ignoranti (2015) di Antonello De Leo con William Volpicella, Nicola Nocella, Giorgio Gallo, Davide Donatello, Eva Riccobono, Rosanna Banfi, Rossana Sparapano, Federica Sarno, Dario Bandiera, Francesco Pannofino e Lino Banfi
- La cena di Natale (2016) di Marco Ponti con Riccardo Scamarcio, Laura Chiatti, Luciana Littizzetto, Eva Riccobono, Michele Placido.
- Ricchi di fantasia (2018) di Francesco Miccichè con Sergio Castellitto, Sabrina Ferilli, Valeria Fabrizi, Matilde Gioli, Antonio Catania;
- 365 giorni (365 Dni) è un film del 2020 diretto da Barbara Białowąs e Tomasz Mandes.

Sono stati girati a Polignano a Mare anche numerosi videoclip musicali:
- Ulisse (2014) di Raige
- Balla con me (2017) di Riki
- Fortuna che ci sei (2018) di Biagio Antonacci con Chiara Biasi
- Anema e Core (2025) di Serena Brancale

## Economia
L'economia del paese è legata per lo più all'agricoltura, in particolare con la produzione di verdura, olive e la carota di Polignano, detta anche "Bastinaca di San Vito", un tradizionale ecotipo di carota, prodotta principalmente nella zona rurale della frazione di San Vito. Sono presenti anche strutture ricettive legate all'attività turistica, e dal 2008 Polignano a Mare ha ottenuto il riconoscimento Bandiera Blu.

## Infrastrutture e trasporti

### Strade
Polignano è posta lungo la direttrice Bari-Lecce. Il principale accesso alla cittadina è pertanto la strada statale 16 Adriatica, che attraversa l'intero territorio polignanese parallelamente alla costa. Polignano è inoltre collegata con Castellana Grotte e Conversano, posti nell'interno, mediante le strade provinciali SP 120 e SP 121.

### Ferrovie
La stazione di Polignano a Mare è attraversata dalla linea ferroviaria Bari-Lecce gestita dalle Ferrovie dello Stato e servita, oltre che da convogli di tipo regionale, anche da alcuni treni a lunga percorrenza.

### Porto
Polignano dispone anche di un porto turistico: sito in località San Vito e inaugurato nel giugno 2015, il porto dispone di 316 posti barca tra i 5 e i 40 metri. Il porto comprende anche una struttura alberghiera con centri benessere, campi da tennis e piscine.

## Amministrazione
| Periodo           | Periodo           | Primo cittadino            | Partito                     | Carica              | Note   |
| ----------------- | ----------------- | -------------------------- | --------------------------- | ------------------- | ------ |
| 3 giugno 1989     | 16 marzo 1990     | Nicola Putignano           | Partito Socialista Italiano | Sindaco             | [ 34 ] |
| 17 marzo 1990     | 21 febbraio 1992  | Giovanni Battista L'Abbate | Democrazia Cristiana        | Sindaco             | [ 34 ] |
| 6 novembre 1992   | 24 giugno 1993    | Carlo Maria La Torre       |                             | Comm. straordinario | [ 34 ] |
| 24 giugno 1993    | 21 febbraio 2000  | Carlo Simone Di Giorgio    | centro-sinistra             | Sindaco             | [ 34 ] |
| 21 febbraio 2000  | 17 aprile 2000    | Donato Cafagna             |                             | Comm. straordinario | [ 34 ] |
| 17 aprile 2000    | 12 settembre 2003 | Angelo Raffaele Bovino     | centro-destra               | Sindaco             | [ 34 ] |
| 12 settembre 2003 | 28 giugno 2004    | Antonia Bellomo            |                             | Comm. straordinario | [ 34 ] |
| 28 giugno 2004    | 2 dicembre 2006   | Carlo Simone Di Giorgio    | centro-sinistra             | Sindaco             | [ 34 ] |
| 6 dicembre 2006   | 12 giugno 2007    | Mario Volpe                |                             | Comm. pref.         | [ 34 ] |
| 12 giugno 2007    | 7 maggio 2012     | Angelo Raffaele Bovino     | centro-destra               | Sindaco             | [ 34 ] |
| 7 maggio 2012     | 22 aprile 2022    | Domenico Vitto             | centro-sinistra             | Sindaco             | [ 34 ] |
| 22 aprile 2022    | 26 giugno 2022    | Maria Stefania Fornaro     |                             | Comm. pref.         | [ 34 ] |
| 27 giugno 2022    | in carica         | Vito Carrieri              | sinistra                    | Sindaco             | [ 34 ] |

### Gemellaggi
- San Miniato[35]
- Forio[36]

## Sport

### Calcio
- Polimnia Calcio[37] è la principale squadra di calcio di Polignano a Mare. Fondata nel 1981, attualmente milita nel campionato di Eccellenza pugliese. Gioca le partite casalinghe allo Stadio "Madonna D'Altomare" su erba sintetica.
- Pro Polignano è la squadra più antica polignanese e rifondata nel 2006. Nel 2012 non si iscrive a nessun campionato per mancanza di fondi e scompare nuovamente.
- Polignano Calcio a 5 Prima squadra di calcio a 5 per importanza polignanese. Ha militato in Serie C, ma alle spalle ha un'esperienza in Serie A2 e ha vinto anche la Coppa Italia Serie B Calcio a 5. Dal 2012 la società si occupa della formazione dei giovani calcettisti diventando società di puro Settore Giovanile.
- Nel 2012 è stata fondata la MP Futsal Polignano che milita in Serie C1.
- Nel 2013 è stata fondata la A.S.D. Volare Polignano che milita in Serie C1.
- Ape Sporting Club fondata nel 2008, è basata sul settore giovanile (categorie Allievi, Giovanissimi, Esordienti, Pulcini, Primi Calci). Precedentemente era chiamata A.S.D. Sporting Club ma è stato cambiato il nome in Ape Sporting Club in onore a una giovane ragazza calciatrice polignanese morta per un malore.

### Ciclismo
Dal 1949, nei mesi di settembre o ottobre, a Polignano si tiene annualmente la Targa Crocifisso, corsa ciclistica organizzata dall'A.S.D. Polisport Polignano e riservata ai dilettanti delle categorie Elite e Under-23. La corsa, con partenza e arrivo nella cittadina adriatica, consiste nel percorrere per diverse volte un circuito tra i comuni di Polignano, Castellana Grotte e Monopoli; il chilometraggio nel 2022 raggiunge i 170 km.

### Rugby
Tra il 1995 e il 1997 fu attiva la Polimnia Rugby FC e partecipava al campionato di Serie C1. Giocava le partite casalinghe allo Stadio "Madonna D'Altomare".

### Tuffi

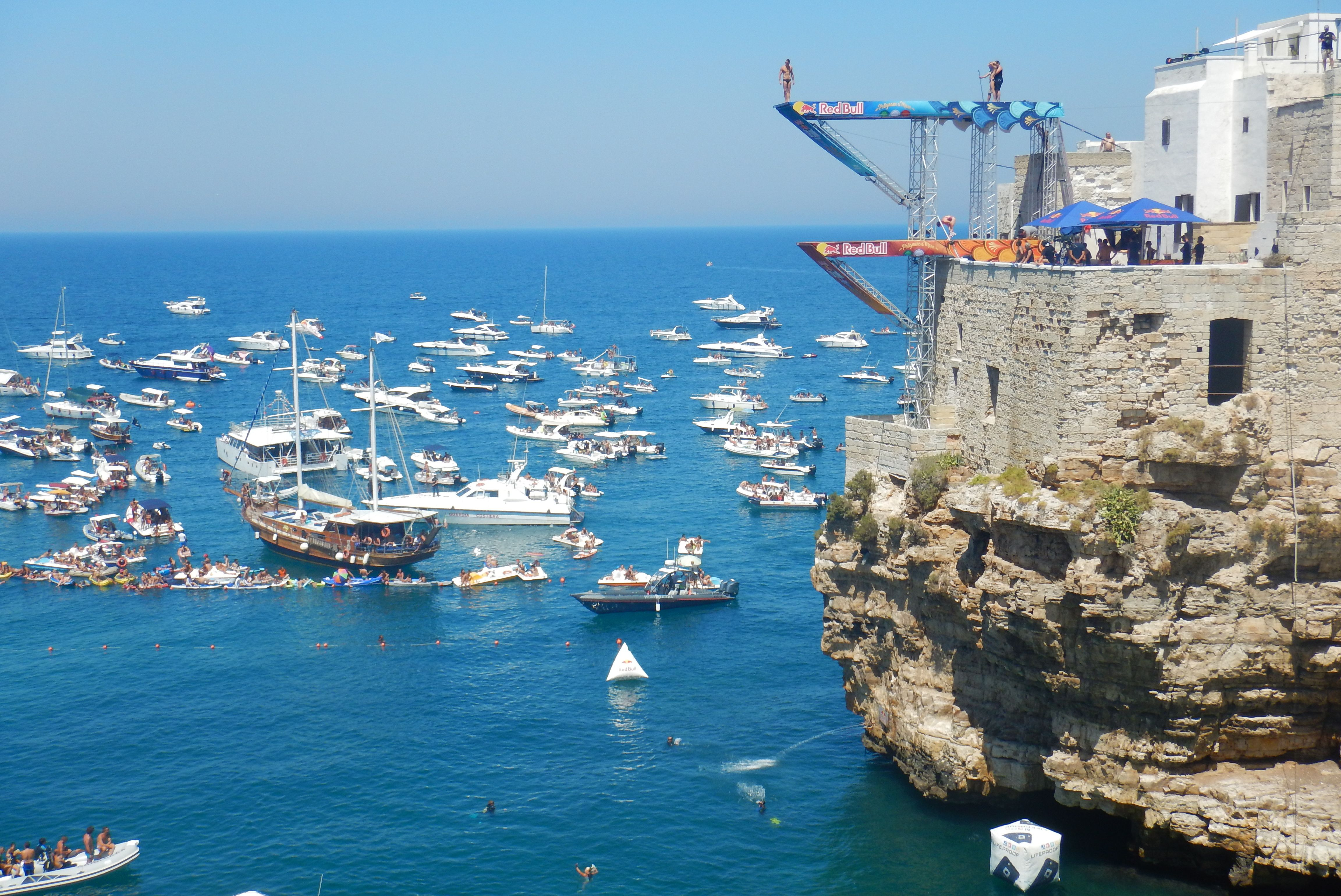
Red Bull Cliff Diving

Polignano a Mare è tappa fissa della Red Bull Cliff Diving World Series, una competizione internazionale di tuffi dalle grandi altezze, nata nel 2009 e organizzata dalla società Red Bull. I tuffatori si lanciano da piattaforme ad altezze variabili tra 20 e 30 metri. È una delle location più longeve e una tra le più suggestive e particolari perché le piattaforme sono posizionate su un terrazzo privato.